# Strafanstalt Saxerriet

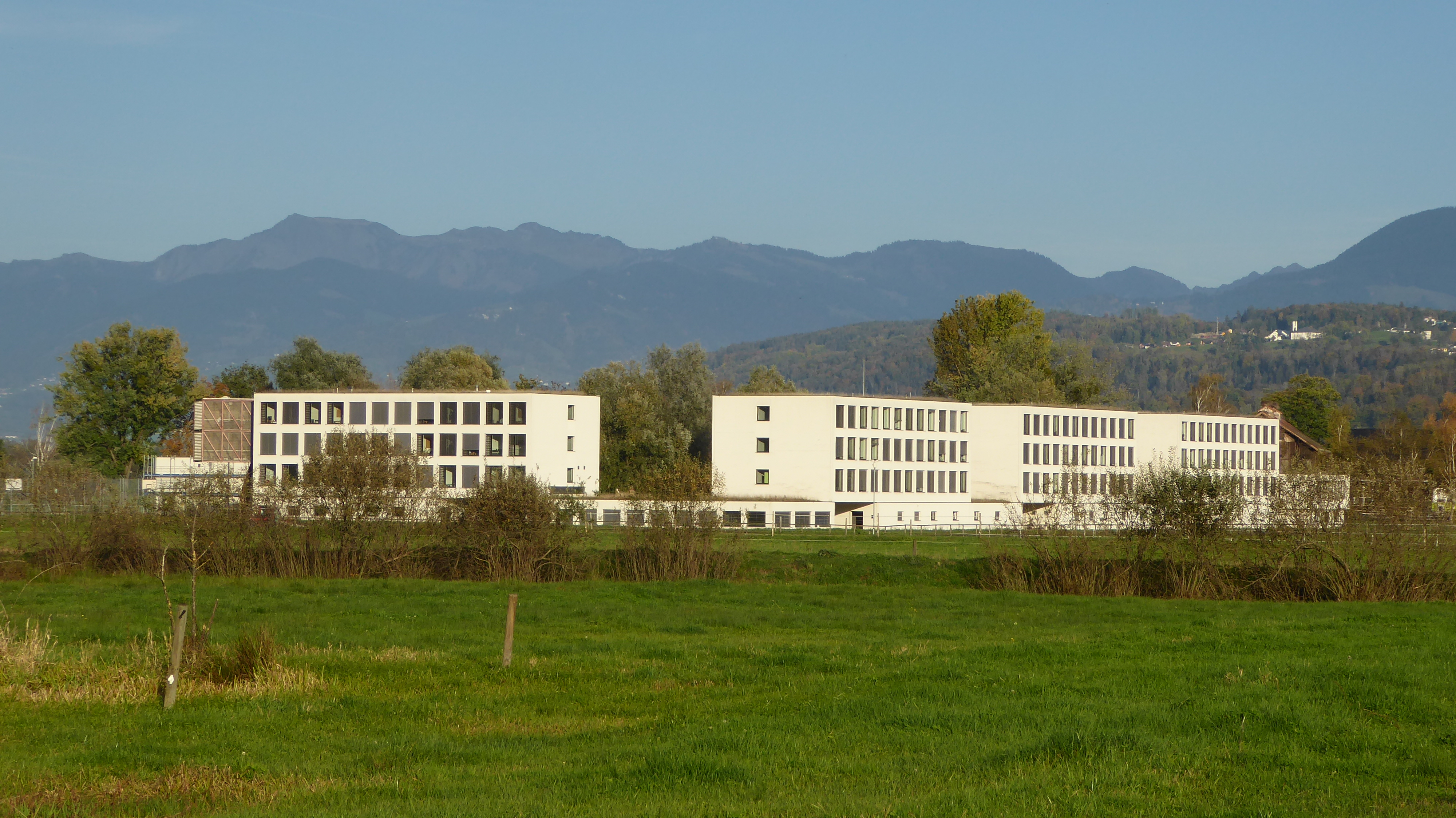
Strafanstalt Saxerriet

Die Strafanstalt Saxerriet ist ein Gefängnis für Männer im Schweizer Ort Salez in der Gemeinde Sennwald im Kanton St. Gallen.
Mit ihren 130 Insassenplätzen ist die Strafanstalt von der Belegungskapazität die grösste Anstalt im halboffenen/offenen Vollzug innerhalb des Ostschweizer Strafvollzugskonkordates.
Die Strafanstalt Saxerriet wurde 1925 eröffnet. Von 1962 bis 1964 wurde sie durch drei Flachdachbauten aus Beton mit 177 Insassenplätzen erweitert. Von 1998 bis 2002 entstand ein Anbau, und es erfolgte eine Erneuerung der Anlage.